# Michel Bellehumeur
Pour les articles homonymes, voir Bellehumeur.
Michel Bellehumeur (né le 21 janvier 1963) est juge à la Cour du Québec depuis le 26 février 2003. Il siège à la Chambre criminelle et pénale de Montréal. Auparavant, il a été un homme politique fédéral du Québec. 

## Biographie
Natif de Louiseville, il fut élu député bloquiste de la circonscription de Berthier-Montcalm lors des élections de 1993. Réélu en 1997 et en 2000, il démissionna en 2002 pour se s'engager en politique provinciale avec le Parti québécois.
Durant son passage à la Chambre des communes, il fut leader parlementaire adjoint de l'Opposition officielle et du Bloc québécois de 1994 à 1996 et en 1997. Il fut également porte-parole adjoint du Conseil privé en 1996 et porte-parole bloquiste en matière de Solliciteur général de 1994 à 1995, de Lobbyiste de 1995 à 1996, d'Affaires intergouvernementales en 1996 et de Justice de 1996 à 2002. À titre de porte-parole à la justice, il participa à de grandes modifications au code criminel canadien. Il a défendu farouchement les modifications à la Loi sur les jeunes contrevenants proposées par trois ministres de la justice du gouvernement libéral dirigé par Jean Chrétien. Michel Bellehumeur fut également le premier parlementaire à déposer à la Chambre des communes une Loi privée sur le gangstérisme.